# 大分スポーツ公園野球場
大分スポーツ公園野球場（おおいたスポーツこうえんやきゅうじょう）は大分市の大分スポーツ公園にある野球場。命名権により、2025年1月1日から「クラサススタジアム」の呼称を使用している。

## 概要
2002年の2002 FIFAワールドカップ（日韓大会）、並びに2008年国民体育大会「チャレンジ!おおいた国体」へ向けたスポーツ施設整備の一環として、同公園に2005年に完成した硬球・軟球・ソフトボールの球場である。
国体では、大洲総合運動公園硬式野球場（新大分球場、現別大興産スタジアム）と共に、公開競技の高校野球・硬式の部の会場として使用された。以後は全国高等学校野球選手権大分大会等、大分県のアマチュア野球の大会に使われている。なお、収容人員スペックの関係上、プロ野球1軍の試合にはこれまで使われていない（新大分球場でのみ開催）。

## 命名権
命名権導入の経緯などについては、大分スポーツ公園総合競技場#命名権を参照。
- 2006年3月 - 2009年2月　ストーク球場（九州石油=現・ENEOS）
- 2010年3月 - 2019年2月　だいぎんスタジアム（大分銀行）
- 2019年3月 - 2022年12月 昭和電工スタジアム（昭和電工）[1]
- 2023年1月 - 2024年12月 レゾナックスタジアム（レゾナック：昭和電工及び昭和電工マテリアルズの統合新会社[2]）
- 2025年1月 - クラサススタジアム（クラサスケミカル：レゾナックの大分コンビナートを中心とする石油化学事業の独立分社[3]）

## 施設概要
- 両翼98m・中堅122m
- 照明6基（内野750ルクス、外野400ルクス）
- 収容人員約2500人（内野バックネット裏のみ座席、その他芝生席）
- スコアボード　得点表示は磁気反転、選手名表記はパネル